# Haus Scarponnois

Wappen des Hauses Scarponnois

Das Haus Scarponnois war die Familie der Grafen von Pfirt (frz. Ferrette), Lützelburg (Lutzelbourg), Mömpelgard (Montbéliard) sowie der Grafen und späteren Herzöge von Bar (Bar-le-Duc). Ihren Namen trägt die Familie nach ihrer Herkunft aus dem Scarponnois im heutigen französischen Département Meurthe-et-Moselle.
Da Pfirt im Sundgau liegt, wurde die Familie früher auch als Sundgaugrafen bezeichnet, obwohl sie diesen Titel niemals trug.

## Familiengeschichte
Erstes greifbares Familienmitglied war Richwin, Graf im Scarponnois, der mit Hildegard von Egisheim verheiratet war, einer Schwester des Papstes Leo IX. († 1054). Deren Sohn war Ludwig von Mousson († 1073/76), Kastellan von Mömpelgard, Altkirch und Pfirt, der 1038 Sophia von Bar heiratete, eine Tochter des Herzogs Friedrich II. von Lothringen und der Mathilde von Schwaben. Sophia hatte nach dem kinderlosen Tod ihres einzigen Bruders, Herzog Friedrich III. († 1033) Amance, Bar und Saargemünd geerbt, war von ihrer Tante Gisela von Schwaben aufgezogen worden, der Ehefrau des Kaisers Konrad II., und dürfte somit sowohl aus finanzieller als auch verwandtschaftlicher Sicht eine begehrte Braut gewesen sein. Dass die Wahl des Kaisers auf Ludwig fiel, liegt darin begründet, dass Konrad mit der Ehe seine Position in Lothringen stärken wollte (so wie er mit der Verheiratung von Sophias Schwester Beatrix mit Bonifatius von Canossa seine Macht in Italien ausbauen wollte). Diese politische Ehe machte Ludwig und seine Nachkommen zu einer der wichtigsten Familien Lothringens – und löste den Jahrhunderte andauernden Gegensatz zwischen den Grafen und Herzögen von Bar und den Herzögen von Lothringen aus.
Ludwigs Sohn Dietrich I. war nun nicht mehr Kastellan, sondern Graf von Pfirt und Altkirch; er heiratete Ermentrude von Burgund, Tochter von Graf Wilhelm I. von Burgund und Erbin von Mömpelgard. Sein Bruder Friedrich heiratete Agnes von Maurienne, Tochter von Graf Peter I. von Savoyen, von dem er die Markgrafschaft Susa erhielt. Eine Erbteilung unter Dietrichs Söhnen Friedrich I. (der das großväterliche Erbe Pfirt erhielt), Rainald I. (der das großmütterliche Erbe Bar bekam) und Dietrich II. (dem das mütterliche Erbe Mömpelgard zufiel) zersplitterte dann die Macht der Familie.
Die Linie Mömpelgard erlosch bereits 1148 mit der nächsten Generation, hier erbte das Haus Montfaucon. Die Nachkommen Friedrichs, die Grafen von Pfirt, starben 1352 mit Johanna von Pfirt aus, die mit Herzog Albrecht II. von Österreich verheiratet war, wodurch die Grafschaft an die Habsburger kam. Den längsten Bestand hatte die mittlere Linie; deren Besitz
Pont-à-Mousson, wurde 1354 Markgrafschaft Pont-à-Mousson erhoben, obwohl es der Grafschaft Bar untertan war: die sich daraus ergebende Anomalie wurde noch im gleichen Jahr dadurch gelöst, dass der Graf von Bar zum Herzog von Bar ernannt wurde.
Das Ende der Familie kam kurz nach dem Tod des ersten Herzog, Robert I. († 1411). Sein ältester Sohn Heinrich starb 1398, also vor seinem Vater. Sein zweiter Sohn geriet in türkische Gefangenschaft, die letzte Nachricht von ihm stammt aus dem Jahr 1404. Im Jahr 1401 gab Herzog Robert seinen Titel daraufhin seinem dritten Sohn Eduard, behielt aber den Nießbrauch des Herzogtums – eine Entscheidung, mit der er seinen Enkel Robert, den Sohn Heinrichs, überging; der Enkel Robert begehrte gegen die Entscheidung auf, strengte 1406 einen Prozess beim Parlement de Paris an, der 1409 erfolglos zu Ende ging – immerhin erhielt er 1413 als Entschädigung den Titel eines Grafen von Marle sowie (als Erbe seiner Mutter) den eines Grafen von Soissons. Den Titel behielt sein Onkel Eduard, der 1411 dann auch den Nießbrauch erhielt. Vier Jahre später fielen dann Robert von Marle, Herzog Eduard und ein weiterer Bruder, Jean de Puisaye, in der Schlacht von Azincourt.
Einziges legitimes männliches Mitglied des Hauses war nun Ludwig von Bar, ein weiterer Sohn Herzog Roberts, der allerdings dem geistlichen Stand angehörte und seit 1387 sogar Kardinal war. Er übernahm den Herzogstitel, musste sich aber gegen seinen Schwager, Herzog Adolf von Jülich und Berg durchsetzen, welcher der Nachfolge mit Hinweis auf Ludwigs geistliches Amt widersprochen hatte. In Anbetracht seiner eigenen Ehelosigkeit und der Auseinandersetzung mit Herzog Adolf suchte Ludwig eine Lösung und fand sie in seinem Großneffen René von Anjou (Renés Großmutter Violante von Bar war Ludwigs Schwester), dem er zudem 1419 – um die jahrhundertealten Differenzen zwischen den Herzögen von Bar und Lothringen zu beenden – die Hochzeit mit Isabella von Lothringen, der Erbtochter der Herzogs Karl II., vermittelte, und in diesem Zusammenhang (Vertrag von Saint-Mihiel vom 13. August 1419) das Herzogtum Bar übertrug. Ludwig starb 1430, und mit dem Tod von Robert von Marles einziger Tochter Johanna 1462 erlosch die Familie dann ganz; die Grafschaften Marle und Soissons gingen an Johannas Kinder und damit an das Haus Luxemburg-Ligny.

## Stammliste

### Die ersten Generationen
1. Richwin (Ricuin), Graf im Scarponnois; ⚭ Hildegard von Egisheim, Tochter von Hugo VI., Graf im Nordgau (Etichonen)
  1. Ludwig von Mousson, 1042/71 bezeugt; † 1073/76, in Mousson, 1042 „castellanus“ in Mömpelgard, Altkirch und Pfirt, Graf; ⚭ 1038 Sophia; † 21. Januar 1093, als Witwe Gräfin von Mousson, in Amance, Bar und Saargemünd, Vögtin von Saint-Mihiel, Tochter von Friedrich II., Herzog von Oberlothringen, Graf von Bar (Wigeriche)
    1. Bruno; † jung
    2. Dietrich I., 1057 bezeugt; † 2. Februar 1102/1105, Graf in Altkirch und Pfirt, 1093 Graf in Bar, 1093 Stifter von Walbourg, um 1100 Stifter von Biblisheim, begraben in der Kathedrale von Autun; ⚭ um 1065 Ermentrude von Burgund; † nach 3. Juli 1105, Erbin von Mömpelgard, Tochter von Wilhelm I., Graf von Burgund (Haus Burgund-Ivrea)
      1. Friedrich I., 1105 bezeugt; † 19. August wohl 1160, 1125 Graf von Pfirt, begraben in der Abtei Oelenberg; ⚭ I vor 1101 Petrissa von Zähringen; † wohl 1115, Tochter von Berthold II., Herzog von Zähringen; ⚭ II Stephanie von Vaudémont; † 4. Dezember 1160/88, Tochter von Gerhard I., Graf von Vaudémont (Haus Châtenois) – Nachkommen siehe unten
      2. Ludwig; † ermordet 1105/06 in Mömpelgard, nimmt 1095 das Kreuz
      3. Rainald I.; † 10. März 1149, Graf von Bar und Mousson, Vogt von Saint-Pierremont, nimmt 1097 das Kreuz, ⚭ I um 1110 NN; † vor 1120; ⚭ II um 1120 Gisela von Vaudémont; † 26. Dezember nach 1141, Tochter von Gerhard I., Graf von Vaudémont (Haus Châtenois) – Nachkommen siehe unten
      4. Dietrich II.; † Januar 1163, 1125 Graf von Mömpelgard, Stifter der Klöster Belchamp und Lieucroissant; ⚭ NN
        1. Dietrich III.; † vor 1160, Graf von Mömpelgard 1145/55; ⚭ Gertrud von Habsburg; † 15. Januar 1132–1134, Tochter von Werner II., Graf im Oberelsass (Habsburger)
        2. Sophie; † April 1148; ⚭ 1124/30 Richard II. de Montfaucon, gründet Kloster Lützel und Kloster La Grâce-Dieu (Franche-Comté); † 1162 (Haus Montfaucon)
        3. Stephanie; † nach 4. Dezember 1160; ⚭ vor 1131 Folmar Graf von Saarwerden 1131/65
        4. Ermentrude; † vor 1171; Eudes, Comte de La Roche-en-Montagne 1130/80; † 1181

      5. Stephan, 1106 bezeugt; † 30. Dezember 1162, 1107 primicerius in Toul, 1120 Bischof von Metz und Kardinal, begraben in der Kathedrale von Metz
      6. Wilhelm; † nach 8. Februar 1105
      7. Hugo; † nach 8. Februar 1105
      8. Gunthilde; † 21. Februar 1131, erste Äbtissin von Biblisheim
      9. Agnes, 1135/47 bezeugt, 1140 Stifterin des Klosters Haute-Seille; ⚭ Hermann II., Graf von Salm, 1095/1135 bezeugt; † vor 1138 (Haus Salm)
      10. Tochter (wohl Mathilde); † vor 1125; ⚭ Adalbert Graf von Mörsberg, 1098/1124 bezeugt; † vor 1125 (Haus Nellenburg)

    3. Ludwig, 1080 bezeugt
    4. Friedrich, 1065 bezeugt; † 29. Juni 1092, 1073 Graf, Herr von Lützelburg, Markgraf von Susa; ⚭ Agnes von Maurienne; † nach 1110, Tochter von Peter I., Graf von Savoyen (Haus Savoyen)
      1. Peter; † vor 1133, Herr von Lützelburg, Markgraf von Susa 1106/26; ⚭ I NN; ⚭ II Ita, 1125/43 bezeugt
        1. (I) Heinrich, 1119 bezeugt; † 1143
        2. (II) Reinald, Graf von Lützelburg 1117; † 1150

      2. Bruno, 1116/19 Domdekan in Straßburg

    5. Sophie; ⚭ Volmar, Graf von Froburg, 1050/78 bezeugt
    6. Beatrice; † 26. Oktober 1092, begraben in Toul; ⚭ (Ehevertrag 1056) Berthold I., Herzog von Zähringen, 1061/77 Herzog von Kärnten, Graf im Breisgau; † 5./6. November 1078, begraben in Kloster Hirsau
    7. Mechtild; † 1092/1105; ⚭ Hugo VIII., Graf von Dagsburg 1074; † ermordet 5. September 1089 (Etichonen)

### Die Grafen von Pfirt (Auszug)
1. Friedrich I., 1105 bezeugt; † 19. August wohl 1160, 1125 Graf von Pfirt, begraben in der Abtei Oelenberg; ⚭ 1 vor 1101 Petrissa von Zähringen; † wohl 1115, Tochter von Berthold II., Herzog von Zähringen (Zähringer); ⚭ II Stephanie von Vaudémont; † 4. Dezember 1160/88, Tochter von Gerhard I., Graf von Vaudémont (Haus Châtenois) – Vorfahren siehe oben
  1. (II) Ludwig I., 1144 bezeugt; † 1180, 1161 Graf von Pfirt, Vogt von Lüders (Lure (Haute-Saône); ⚭ Richenza von Habsburg, 1168/80 bezeugt; † Dezember 1180, Tochter von Werner II., Graf im Oberelsass (Habsburger)
    1. Ulrich I.; † ermordet 27. September 1197, 1194 Graf von Pfirt, 1160 Seigneur de Vadans
    2. Ludwig II.; † 1189 auf dem Kreuzzug, Graf von Pfirt, Seigneur de Vadans 1187/88
      1. Friedrich II.; † 25. Januar 1234, 1194 Graf von Pfirt; ⚭ I NN von Egisheim, Gründerin von Abtei Valdieu; ⚭ II Heilwig von Urach, Tochter von Egino IV., Graf von Urach, 1215/62 bezeugt
        1. (I) Alix; † vor 1268, Dame de Belfort; ⚭ Dietrich III., Graf von Mömpelgard; † 1283 (Haus Montfaucon)
        2. (I) Agnes, 1227/71 bezeugt; † vor Juli 1272, Frau von Münsterol (Montreux-Château); ⚭ vor 1227 Friedrich V. Graf von Toul, 1194/1248 bezeugt; † vor 1250 (Haus Châtenois)
        3. (I oder II) Ulrich II.; † 1. Februar 1275, 1216 Landvogt im Elsass, 1227 Graf von Pfirt, 1256 Herr von Blumenberg (Florimont)
          1. (I) Friedrich, 1232/67 bezeugt, Herr von Rougemont-le-Château (Rothenberg)
          2. (I) Agnes; † vor 1249; ⚭ Wilhelm, Graf von Vienne; † 1255 (Haus Burgund-Ivrea)
          3. (II) Theobald; † 1310/11, 1271 Graf von Pfirt, 1292/97 Landvogt im Elsass,
            1. Ulrich III.; † 11. März 1324, 1311 Graf von Pfirt; ⚭ I Johanne von Mömpelgard; † 1347/49, Tochter von Reinald von Burgund, Graf von Mömpelgard (Haus Burgund-Ivrea)
              1. Johanna; † 15. Januar 1352; 1324 Gräfin von Pfirt, ⚭ 1324 Albrecht II., Herzog von Österreich, 1324 Graf von Pfirt; † 1358 (Habsburger)
              2. Ursula; † 5. Mai nach 1367, 1347–1350 Dame de Belfort; ⚭ I Hugo I Graf von Hohenberg; † 26. Mai 1354 (Stammliste des Hauses Hohenberg); ⚭ II Wilhelm II. Graf von Montfort in Bregenz; † 1373/74 (Montfort (Adelsgeschlecht))

            2. (I) Fine (Sophie); † 25. März 1344; ⚭ Ulrich III., Graf von Württemberg; † 11. Juli 1344 (Haus Württemberg)

          4. (II) Stephanie; † 23. September 1276; ⚭ Konrad Werner III. von Hattstatt, 1274/80 Landvogt im Elsass; † wohl 1324
          5. (II) Ludwig, 1259/62 bezeugt, Herr von Florimont; ⚭ Gertrud, 1262/81 bezeugt, Tochter von Ulrich II. von Rappoltstein

        4. Ludwig III. der Grimmel; † 1236, Graf von Pfirt,
        5. Berthold; † 10. Dezember 1262, 1243/49 Propst von Moutier-Grandval, 1248 Koadjutor und 1248 Bischof von Basel
        6. Adalbert, 1235/51 bezeugt, 1241 Vogt von Masmünster; ⚭ NN de Chalon, Tochter von Johann der Weise, Graf von Burgund, Herr von Salins (Haus Chalon)

### Die Grafen von Bar (Auszug)
1. Rainald I.; † 10. März 1149, Graf von Bar und Mousson, Vogt von Saint-Pierremont, nimmt 1097 das Kreuz, ⚭ I um 1110 NN; † vor 1120; ⚭ II um 1120 Gisela von Vaudémont; † 26. Dezember nach 1141, Tochter von Gerhard I., Graf von Vaudémont (Haus Châtenois) – Vorfahren siehe oben
  1. (II) Rainald II., 1135/70 bezeugt; † 25. November 1170, 1149 Graf von Bar und Mousson; ⚭ 1155 Agnès de Blois, Dame de Ligny-en-Barrois; † 7. August 1207, Tochter von Theobald II., Graf von Blois und Troyes (Haus Blois)
    1. Jakob, genannt Heinrich I.; † 14. oder 19. Oktober 1190 bei der Belagerung von Akkon, Graf von Bar und Mousson 1174
    2. Johann, genannt Theobald I.; † 12/13. Februar 1214, in Briey, Stenay und Longwy, 1190 Graf von Bar und Mousson, 1198 Graf von Luxemburg (uxor nomine); ⚭ I um 1170 Laurette von Loon, Erbin von Longwy; † vor 1184, Tochter von Ludwig I, Graf von Loon und Rieneck, Stadtgraf von Mainz; ⚭ II um 1189, um 1195 geschieden, Ermesinde de Bar-sur-Seine, Tochter von Guy, Graf von Bar-sur-Seine (Haus Brienne); ⚭ III 1197 Ermesinde, Gräfin von Luxemburg; † 17. Februar 1247, Tochter von Heinrich dem Blinden, Graf von Luxemburg und Namur (Haus Namur)
      1. (I) Agnes (Tomasia); † 1226; ⚭ Friedrich II., Herzog von Lothringen; † 1213 (Haus Châtenois)
      2. (II) Heinrich II.; † 1239, 1210 Graf von Bar; ⚭ Philippa von Dreux; † 1242, Tochter von Robert II., Graf von Dreux (Haus Frankreich-Dreux)
        1. Theobald II.; † 1291, 1240 Graf von Bar; ⚭ I Jeanne de Dampierre, Tochter von Guillaume II., Seigneur de Dampierre; ⚭ II Jeanne de Toucy, Erbtochter von Jean, Sire de Toucy, de Saint-Fargeau et de Puisaye
          1. Heinrich III.; † 1302, 1291 Graf von Bar; ⚭ Eleonore von England; † 1297, Tochter von Eduard I., König von England (Anjou-Plantagenet)
            1. Eduard I.; † 1336, 1302 Graf von Bar; ⚭ Marie von Burgund; † nach 1323, Tochter von Robert II., Herzog von Burgund (Älteres Haus Burgund)
              1. Heinrich IV.; † 1344, 1337 Graf von Bar; ⚭ Yolande von Flandern; † 1395, Tochter von Robert, Comte de Marle (Haus Dampierre) – Nachkommen siehe unten
              2. Aliénor; † 1333; ⚭ Rudolf, Herzog von Lothringen, X 1346 (Haus Châtenois)

            2. Johanna; † 1361; ⚭ John de Warenne, 8. Earl of Surrey; † 1347 (Anjou-Plantagenet)

          2. Jean; † 1311/14, Seigneur de Puisaye; ⚭ Jeanne de Dreux, 1323 Comtesse de Braine; † 1325, Tochter von Robert IV., Graf von Dreux (Haus Frankreich-Dreux)
          3. Rainald; † 1316, 1302 Bischof von Metz
          4. Theobald; † 1312, 1302 Bischof von Lüttich
          5. Érard; † 1335, 1302 Seigneur de Pierrepont et d‘Ancerville; ⚭ Isabella von Lothringen; † 1353, Tochter von Theobald II., Herzog von Lothringen (Haus Châtenois) – Nachkommen † nach 1411
          6. Pierre I.; † 1348/49, 1302 Seigneur de Pierrefort – Nachkommen † 1380
          7. Philippa, 1272/83 bezeugt; ⚭ Otto IV., Graf von Burgund; † 1302 (Stammliste des Hauses Burgund-Ivrea)

        2. Reinald; † 1271
        3. Johanna; † vor 1299; ⚭ I Friedrich von Salm, Herr von Blamont; † vor 1257; ⚭ II Ludwig V. von Loon, Graf von Chiny; † 1299 (Haus Loon)
        4. Margarete, Dame de Ligny-en-Barrois; † 1273; ⚭ Heinrich der Blonde, Graf von Luxemburg; † 1281 (Haus Limburg-Arlon)

      3. (II) Agnes; † vor 1225; ⚭ Hugo I. von Châtillon, Graf von Saint-Pol; † 1248 (Haus Châtillon)
      4. (III) Elisabeth; † 1262; ⚭ Walram V. der Lange von Limburg, Herr zu Monschau; † 1242
      5. (III) Margareta; † vor 1270; ⚭ I Hugo III. Graf von Vaudémont; † 1243 (Haus Châtenois); ⚭ II Henri de Dampierre-en-Astenois; † 1259

    3. Rainald; † 1217, Thesaurarius von Saint-Martin de Tours, 1183 Bischof von Chartres

  2. Dietrich; † 1171, 1163 Bischof von Metz
  3. Agnes; † nach 1185; ⚭ Albert Graf von Chiny; † 1162 (Haus Chiny)
  4. Clementia; † nach 1183; ⚭ I Rainald II., Graf von Clermont-en-Beauvaisis; † vor 1162 (Haus Clermont); ⚭ II Thibaut II. de Crépy; † vor 1183
  5. Mathilde; ⚭ Konrad I. Wildgraf und Graf von Kyrburg in Schmidtburg, 1128/70 bezeugt

### Die Herzöge von Bar (Auszug)
1. Heinrich IV.; † 1344, 1337 Graf von Bar; ⚭ Yolande von Flandern; † 1395, Tochter von Robert, Comte de Marle (Haus Dampierre) – Vorfahren siehe oben
  1. Eduard II.; † 1352, 1349 Graf von Bar
  2. Robert I.; † 1411, 1352 Graf von Bar, 1354 Markgraf von Pont-à-Mousson, 1354 Herzog von Bar; ⚭ Marie von Frankreich; † 1404, Tochter von Johann II., König von Frankreich (Stammliste der Valois)
    1. Jolande; † 1431; ⚭ 1384 Johann I. König von Aragón; † 1395 (Haus Barcelona)
    2. Heinrich; † 1397, Herr von Oisy; ⚭ Marie de Coucy, Comtesse de Soissons; † nach 1405, Tochter von Enguerrand VII. de Coucy, 1. Earl of Bedford, Comte de Soissons (Haus Gent)
      1. Robert, X 1415 in der Schlacht von Azincourt, 1413 Comte de Marle, Comte de Soissons, Großmundschenk von Frankreich; ⚭ Jeanne de Béthune, 1406 Vicomtesse de Meaux; † 1459, Erbtochter von Robert VIII. (Haus Béthune)
        1. Jeanne; † 1462, Comtesse de Marle et de Soissons; ⚭ Louis I. de Luxembourg, Graf von Saint-Pol etc., Connétable von Frankreich; † hingerichtet 1475 (Haus Luxemburg-Ligny)

    3. Philipp; † nach 1404 in türkischer Gefangenschaft nach der Schlacht bei Nikopolis 1396; ⚭ Yolande d’Enghien, Comtesse de Brienne, Tochter von Louis, Graf von Conversano und Brienne (Haus Enghien)
    4. Charles; † 1392, Herr von Nogent-le-Rotrou
    5. Marie; ⚭ 1384 Wilhelm II., Markgraf von Namur; † 1418 (Haus Dampierre)
    6. Eduard III., X 1415 in der Schlacht von Azincourt, 1398 Markgraf von Pont-à-Mousson, 1401 Herzog von Bar
    7. Ludwig; † 1430, Bischof von Poitiers, Bischof von Langres, Bischof von Porto-Santa Rufina, Bischof von Châlons, Administrator von Verdun, Kardinal, 1415–1419 Herzog von Bar
    8. Jolande die Jüngere; † 1421; ⚭ Adolf, Graf von Berg, Graf von Ravensberg, 1423 Herzog von Jülich; † 1437
    9. Johann; † 1415 in der Schlacht von Azincourt, Herr von Puisaye
    10. Bona; † 1400; ⚭ Walram III. von Luxemburg; † 1415, Graf von Ligny und Saint-Pol (Haus Luxemburg-Ligny)
    11. Johanna; † 1402; ⚭ 1393 Theodor II. Paläologus, Markgraf von Montferrat; † 1418 (Palaiologen)